# 춘사영화제
춘사영화제는 한국영화감독협회가 주최하는 대한민국의 영화 시상식이다. 한국영화계의 선구자이며 항일독립투사로 30년 남짓한 짧은 생애를 조국과 영화에 바쳤던 나운규(1904~1937)의 영화에 대한 열정과 삶에 대한 투혼을 기리고자 개최되는 비영리 경쟁 영화제이다.

## 발자취
한국영화감독협회에서 춘사기념사업회를 발족하고 1990년 12월 29일 제1회 춘사영화예술상 시상식을 개최하면서 시작됐다. 1995년 6회 이후 재정난으로 중단됐다가 1999년 3년 만에 부활했다. 2001년 9회부터는 '춘사 나운규 영화 예술제'로 명칭을 변경했다.
2006년에는 '춘사대상영화제'로 이름을 바꿔 이천시의 지원을 받아 개최됐으나, 부정 논란이 계속 제기됐다. 검찰의 수사 이후, 행사를 주관하던 전 영화인총연합회장 정인엽 감독이 2006년부터 2010년까지 춘사영화제 등의 지원금 명목으로 지방자치단체와 기업들로부터 받은 45억 5000만여 원 중 2억 4000만여 원을 횡령한 혐의로 기소돼, 2013년 7월 징역 1년에 집행유예 2년을 선고 받았다. 비리의 영향으로 시상식은 중단됐다.
중단 4년만인 2014년, '춘사영화상'으로 이름을 바꿔 19회를 맞았다. 또한, 작품에 수여하는 대상을 없애고 최우수 감독상을 그랑프리로 선정하는 방식으로 바꿨다. 영화평론가가 참여하는 후보 선정위원회를 꾸려 각 부문 후보들을 뽑고, 이후 현역 감독들로 구성된 심사위원회에서 최종 수상자를 결정한다.
2018년, 공식 명칭을 '춘사영화제'로 변경한다.
명칭
- 1990년 (1회) ~ 2000년 (8회) : 춘사 예술 영화상
- 2001년 (9회) ~ 2005년 (13회) : 춘사 나운규 영화 예술제
- 2006년 (14회) ~ 2010년 (18회) : 이천 춘사 대상 영화제
- 2014년 (19회) ~ 2017년 (22회) : 춘사영화상
- 2018년 (23회) ~ 2020년 (25회) : 춘사영화제
- 2021년 (26회) ~ : 춘사국제영화제

## 역대 수상

### 1990년대
| - 일시 : 1990년 12월 29일 - 장소 : 서울 소피텔 앰배서더 호텔 \| 부문 \| 수상자 \| 작품 \| \| ---------------- \| --------------------- \| --------------------------------------- \| \| 최우수 작품상 \| \| 《그들도 우리처럼》 \| \| 감독상 \| 정지영 \| 《남부군》 \| \| 남우주연상 \| 안성기 \| 《남부군》 \| \| 여우주연상 \| 심혜진 \| 《그들도 우리처럼》 \| \| 신인감독상 \| 황규덕 \| 《꼴찌부터 일등까지 우리반을 찾습니다》 \| \| 신인남우상 \| 문성근 \| 《그들도 우리처럼》 \| \| 신인여우상 \| 최진실 \| 《남부군》 \| \| 각색상 \| 윤대성 \| 《그들도 우리처럼》 \| \| 편집상 \| 김현 \| 《그들도 우리처럼》 \| \| 촬영상 \| 유영길 \| 《남부군》 \| \| 기술상 \| 김경일, 이영길 (녹음) \| 《남부군》 \| \| 음악상 \| 신병하 \| 《남부군》 \| \| 특별공로상(추서) \| 윤봉춘, 이규환 \| \| |                       |                                         |
| 부문 | 수상자                | 작품                                    |
| 최우수 작품상 |                       | 《그들도 우리처럼》                     |
| 감독상 | 정지영                | 《남부군》                              |
| 남우주연상 | 안성기                | 《남부군》                              |
| 여우주연상 | 심혜진                | 《그들도 우리처럼》                     |
| 신인감독상 | 황규덕                | 《꼴찌부터 일등까지 우리반을 찾습니다》 |
| 신인남우상 | 문성근                | 《그들도 우리처럼》                     |
| 신인여우상 | 최진실                | 《남부군》                              |
| 각색상 | 윤대성                | 《그들도 우리처럼》                     |
| 편집상 | 김현                  | 《그들도 우리처럼》                     |
| 촬영상 | 유영길                | 《남부군》                              |
| 기술상 | 김경일, 이영길 (녹음) | 《남부군》                              |
| 음악상 | 신병하                | 《남부군》                              |
| 특별공로상(추서) | 윤봉춘, 이규환        |                                         |

| - 일시 : 1991년 12월 28일 - 장소 : 서울 소피텔 앰배서더 호텔 \| 부문 \| 수상자 \| 작품 \| \| ---------------- \| ---------------------- \| -------------------------------------------------------- \| \| 최우수 작품상 \| 극동스크린 \| 《사의 찬미》 \| \| 감독상 \| 임권택 \| 《개벽》 \| \| 남우주연상 \| 이덕화 \| 《개벽》 \| \| 여우주연상 \| 장미희 \| 《사의 찬미》 \| \| 남우조연상 \| 이경영 \| 《은마는 오지 않는다》 \| \| 여우조연상 \| 김보연 \| 《은마는 오지 않는다》 \| \| 신인감독상 \| 이명세 원정수 \| 《나의 사랑 나의 신부》 《잃어버린 너》 \| \| 신인남우상 \| 최진영 \| 《산산이 부서진 이름이여》 \| \| 신인여우상 \| 김금용 김성령 \| 《산산이 부서진 이름이여》 《누가 용의 발톱을 보았는가》 \| \| 창작각본상 \| 임유순 \| 《사의 찬미》 \| \| 각색상 \| 장길수 \| 《은마는 오지 않는다》 \| \| 편집상 \| 현동춘 \| 《사의 찬미》 \| \| 촬영상 \| 이성춘 \| 《사의 찬미》 \| \| 조명상 \| 임재영 \| 《사의 찬미》 \| \| 음악상 \| 신병하 \| 《개벽》 \| \| 미술상 \| 조융삼 \| 《사의 찬미》 \| \| 기술상 \| 양대호 (음향) \| 《사의 찬미》 \| \| 의상상 \| 김영주, 하용수, 이해윤 \| 《사의 찬미》 \| \| 특별작품상 \| \| 《별이 빛나는 밤에》 \| \| 춘사영화예술인상 \| 권영순 감독 \| \| |                        |                                                          |
| 부문 | 수상자                 | 작품                                                     |
| 최우수 작품상 | 극동스크린             | 《사의 찬미》                                            |
| 감독상 | 임권택                 | 《개벽》                                                 |
| 남우주연상 | 이덕화                 | 《개벽》                                                 |
| 여우주연상 | 장미희                 | 《사의 찬미》                                            |
| 남우조연상 | 이경영                 | 《은마는 오지 않는다》                                   |
| 여우조연상 | 김보연                 | 《은마는 오지 않는다》                                   |
| 신인감독상 | 이명세 원정수          | 《나의 사랑 나의 신부》 《잃어버린 너》                  |
| 신인남우상 | 최진영                 | 《산산이 부서진 이름이여》                               |
| 신인여우상 | 김금용 김성령          | 《산산이 부서진 이름이여》 《누가 용의 발톱을 보았는가》 |
| 창작각본상 | 임유순                 | 《사의 찬미》                                            |
| 각색상 | 장길수                 | 《은마는 오지 않는다》                                   |
| 편집상 | 현동춘                 | 《사의 찬미》                                            |
| 촬영상 | 이성춘                 | 《사의 찬미》                                            |
| 조명상 | 임재영                 | 《사의 찬미》                                            |
| 음악상 | 신병하                 | 《개벽》                                                 |
| 미술상 | 조융삼                 | 《사의 찬미》                                            |
| 기술상 | 양대호 (음향)          | 《사의 찬미》                                            |
| 의상상 | 김영주, 하용수, 이해윤 | 《사의 찬미》                                            |
| 특별작품상 |                        | 《별이 빛나는 밤에》                                     |
| 춘사영화예술인상 | 권영순 감독            |                                                          |

| - 일시 : 1992년 12월 22일 - 장소 : 서울 소피텔 앰배서더 호텔 \| 부문 \| 수상자 \| 작품 \| \| --------------------------- \| -------------- \| --------------------------- \| \| 최우수 작품상 \| 대동흥업 \| 《우리들의 일그러진 영웅》 \| \| 감독상 \| 정지영 \| 《하얀 전쟁》 \| \| 남우주연상 \| 문성근 \| 《경마장 가는 길》 \| \| 여우주연상 \| 강수연 \| 《경마장 가는 길》 \| \| 우수연기상 (남) \| 이경영 \| 《하얀 전쟁》 \| \| 우수연기상 (여) \| 김보연 \| 《경마장 가는 길》 \| \| 우수연기상 (아역) \| 홍경인, 고정일 \| 《우리들의 일그러진 영웅》 \| \| 신인감독상 \| 김의석 \| 《결혼 이야기》 \| \| 새얼굴 남자연기상 \| 김용일 \| 《씨내리》 \| \| 새얼굴 여자연기상 \| 오연수 \| 《아래층 여자와 윗층 남자》 \| \| 창작각본상 \| 박헌수 \| 《결혼 이야기》 \| \| 각색상 \| 장현수, 박종원 \| 《우리들의 일그러진 영웅》 \| \| 편집상 \| 이경자 \| 《우리들의 일그러진 영웅》 \| \| 촬영상 \| 박승배 \| 《걸어서 하늘까지》 \| \| 조명상 \| 김강일 \| 《걸어서 하늘까지》 \| \| 음악상 \| 신병하 \| 《하얀 전쟁》 \| \| 미술상 \| 조융삼 \| 《걸어서 하늘까지》 \| \| 기술상 \| 김승호 (현상) \| 《우리들의 일그러진 영웅》 \| \| 의상상 \| 이경희, 심윤주 \| 《결혼 이야기》 \| \| 신인기술상 \| 김남진 (촬영) \| 《돌아오라 개구리소년》 \| \| 특별작품상 (청소년영화부문) \| \| 《공룡선생》 \| \| 특별작품상 (아동영화부문) \| \| 《돌아오라 개구리소년》 \| \| 특별작품상 (희극영화부문) \| \| 《결혼 이야기》 \| \| 춘사영화예술인상 \| 김일해 \| \| |                |                             |
| 부문 | 수상자         | 작품                        |
| 최우수 작품상 | 대동흥업       | 《우리들의 일그러진 영웅》  |
| 감독상 | 정지영         | 《하얀 전쟁》               |
| 남우주연상 | 문성근         | 《경마장 가는 길》          |
| 여우주연상 | 강수연         | 《경마장 가는 길》          |
| 우수연기상 (남) | 이경영         | 《하얀 전쟁》               |
| 우수연기상 (여) | 김보연         | 《경마장 가는 길》          |
| 우수연기상 (아역) | 홍경인, 고정일 | 《우리들의 일그러진 영웅》  |
| 신인감독상 | 김의석         | 《결혼 이야기》             |
| 새얼굴 남자연기상 | 김용일         | 《씨내리》                  |
| 새얼굴 여자연기상 | 오연수         | 《아래층 여자와 윗층 남자》 |
| 창작각본상 | 박헌수         | 《결혼 이야기》             |
| 각색상 | 장현수, 박종원 | 《우리들의 일그러진 영웅》  |
| 편집상 | 이경자         | 《우리들의 일그러진 영웅》  |
| 촬영상 | 박승배         | 《걸어서 하늘까지》         |
| 조명상 | 김강일         | 《걸어서 하늘까지》         |
| 음악상 | 신병하         | 《하얀 전쟁》               |
| 미술상 | 조융삼         | 《걸어서 하늘까지》         |
| 기술상 | 김승호 (현상)  | 《우리들의 일그러진 영웅》  |
| 의상상 | 이경희, 심윤주 | 《결혼 이야기》             |
| 신인기술상 | 김남진 (촬영)  | 《돌아오라 개구리소년》     |
| 특별작품상 (청소년영화부문) |                | 《공룡선생》                |
| 특별작품상 (아동영화부문) |                | 《돌아오라 개구리소년》     |
| 특별작품상 (희극영화부문) |                | 《결혼 이야기》             |
| 춘사영화예술인상 | 김일해         |                             |

| - 일시 : 1993년 12월 24일 - 장소 : 서울 소피텔 앰배서더 호텔 \| 부문 \| 수상자 \| 작품 \| \| ------------------ \| ------------------- \| ------------------------------------- \| \| 최우수 작품상 \| 태흥영화 \| 《서편제》 \| \| 감독상 \| 임권택 \| 《서편제》 \| \| 남우주연상 \| 이덕화 \| 《살어리랏다》 \| \| 여우주연상 \| 오정해 \| 《서편제》 \| \| 우수연기상 (남) \| 이일웅 \| 《살어리랏다》 \| \| 우수연기상 (여) \| 문미봉 \| 《아담이 눈뜰 때》 \| \| 신인감독상 \| 이현승 \| 《그대 안의 블루》 \| \| 새얼굴 남자연기상 \| 김규철 \| 《서편제》 \| \| 새얼굴 여자연기상 \| 박선영 이윤성 \| 《가슴 달린 남자》 《아담이 눈뜰 때》 \| \| 창작각본상 \| 문상훈 \| 《에미의 들》 \| \| 촬영상 \| 유영길 \| 《화엄경》 \| \| 조명상 \| 김동호 \| 《화엄경》 \| \| 음악상 \| 이종구 \| 《화엄경》 \| \| 미술상 \| 김유준 \| 《서편제》 \| \| 기술상 \| 이문걸 (특수효과) \| 《에미의 들》 \| \| 심사위원특별작품상 \| 구월당기획 삼영필름 \| 《한줌의 시간속에서》 《에미의 들》 \| \| 심사위원특별아역상 \| 오태경 \| 《화엄경》 \| \| 춘사영화예술인상 \| 최훈 \| \| |                     |                                       |
| 부문 | 수상자              | 작품                                  |
| 최우수 작품상 | 태흥영화            | 《서편제》                            |
| 감독상 | 임권택              | 《서편제》                            |
| 남우주연상 | 이덕화              | 《살어리랏다》                        |
| 여우주연상 | 오정해              | 《서편제》                            |
| 우수연기상 (남) | 이일웅              | 《살어리랏다》                        |
| 우수연기상 (여) | 문미봉              | 《아담이 눈뜰 때》                    |
| 신인감독상 | 이현승              | 《그대 안의 블루》                    |
| 새얼굴 남자연기상 | 김규철              | 《서편제》                            |
| 새얼굴 여자연기상 | 박선영 이윤성       | 《가슴 달린 남자》 《아담이 눈뜰 때》 |
| 창작각본상 | 문상훈              | 《에미의 들》                         |
| 촬영상 | 유영길              | 《화엄경》                            |
| 조명상 | 김동호              | 《화엄경》                            |
| 음악상 | 이종구              | 《화엄경》                            |
| 미술상 | 김유준              | 《서편제》                            |
| 기술상 | 이문걸 (특수효과)   | 《에미의 들》                         |
| 심사위원특별작품상 | 구월당기획 삼영필름 | 《한줌의 시간속에서》 《에미의 들》   |
| 심사위원특별아역상 | 오태경              | 《화엄경》                            |
| 춘사영화예술인상 | 최훈                |                                       |

| - 일시 : 1994년 12월 17일 - 장소 : 서울 소피텔 앰배서더 호텔 \| 부문 \| 수상자 \| 작품 \| \| ------------------ \| -------------------------- \| -------------------------- \| \| 최우수 작품상 \| 태흥영화 \| 《태백산맥》 \| \| 감독상 \| 엄종선 \| 《만무방》 \| \| 남우주연상 \| 장동휘 \| 《만무방》 \| \| 여우주연상 \| 심혜진 \| 《세상 밖으로》 \| \| 우수연기상 (남) \| 이경영 \| 《세상 밖으로》 \| \| 우수연기상 (여) \| 정경순 \| 《태백산맥》 \| \| 신인감독상 \| 김홍준 \| 《장미빛 인생》 \| \| 새얼굴 남자연기상 \| 김갑수 \| 《태백산맥》 \| \| 새얼굴 여자연기상 \| 정선경 \| 《너에게 나를 보낸다》 \| \| 창작각본상 \| 장현수, 강제규 \| 《게임의 법칙》 \| \| 촬영상 \| 정일성 \| 《태백산맥》 \| \| 조명상 \| 이민부 \| 《태백산맥》 \| \| 음악상 \| 이철혁 \| 《만무방》 \| \| 기술상 \| 김현 (편집), 김선진 (분장) \| 《게임의 법칙》 \| \| 심사위원특별작품상 \| \| 《장미빛 인생》 《구미호》 \| \| 신인장려상 \| 이제락 \| 《자정 이후》 \| \| 춘사영화예술인상 \| 이창근 \| \| |                            |                            |
| 부문 | 수상자                     | 작품                       |
| 최우수 작품상 | 태흥영화                   | 《태백산맥》               |
| 감독상 | 엄종선                     | 《만무방》                 |
| 남우주연상 | 장동휘                     | 《만무방》                 |
| 여우주연상 | 심혜진                     | 《세상 밖으로》            |
| 우수연기상 (남) | 이경영                     | 《세상 밖으로》            |
| 우수연기상 (여) | 정경순                     | 《태백산맥》               |
| 신인감독상 | 김홍준                     | 《장미빛 인생》            |
| 새얼굴 남자연기상 | 김갑수                     | 《태백산맥》               |
| 새얼굴 여자연기상 | 정선경                     | 《너에게 나를 보낸다》     |
| 창작각본상 | 장현수, 강제규             | 《게임의 법칙》            |
| 촬영상 | 정일성                     | 《태백산맥》               |
| 조명상 | 이민부                     | 《태백산맥》               |
| 음악상 | 이철혁                     | 《만무방》                 |
| 기술상 | 김현 (편집), 김선진 (분장) | 《게임의 법칙》            |
| 심사위원특별작품상 |                            | 《장미빛 인생》 《구미호》 |
| 신인장려상 | 이제락                     | 《자정 이후》              |
| 춘사영화예술인상 | 이창근                     |                            |

| - 일시 : 1995년 12월 21일 - 장소 : 서울 하얏트호텔 \| 부문 \| 수상자 \| 작품 \| \| ------------------ \| ---------------------------------------------- \| --------------------------------------- \| \| 최우수 작품상 \| 기획시대 \| 《아름다운 청년 전태일》 \| \| 감독상 \| 박광수 \| 《아름다운 청년 전태일》 \| \| 남우주연상 \| 홍경인 \| 《아름다운 청년 전태일》 \| \| 여우주연상 \| 방은진 \| 《삼공일 삼공이》 \| \| 우수연기상 (남) \| 이해룡 \| 《무궁화 꽃이 피었습니다》 \| \| 우수연기상 (여) \| 김보연 \| 《개 같은 날의 오후》 \| \| 신인감독상 \| 이민용 원성진 \| 《개 같은 날의 오후》 《48+1》 \| \| 새얼굴 남자연기상 \| 한석규 이병헌 \| 《닥터 봉》 《누가 나를 미치게 하는가》 \| \| 새얼굴 여자연기상 \| 이지은 \| 《금홍아 금홍아》 \| \| 창작각본상 \| 이경식 \| 《개 같은 날의 오후》 \| \| 촬영상 \| 유영길 \| 《아름다운 청년 전태일》 \| \| 조명상 \| 김동호 \| 《아름다운 청년 전태일》 \| \| 음악상 \| 김수철 \| 《금홍아 금홍아》 \| \| 기술상 \| 현동춘 (편집), 장인한 (분장) 김성문 (특수분장) \| 《48+1》 《삼공일 삼공이》 \| \| 심사위원특별작품상 \| 우진필름 \| 《무궁화 꽃이 피었습니다》 \| \| 기획상 \| 준준시네마 \| 《48+1》 \| \| 장려상 \| 아리랑필름 \| 《빛은 내 가슴에》 \| \| 춘사영화예술인상 \| 임권택 \| \| |                                                |                                         |
| 부문 | 수상자                                         | 작품                                    |
| 최우수 작품상 | 기획시대                                       | 《아름다운 청년 전태일》                |
| 감독상 | 박광수                                         | 《아름다운 청년 전태일》                |
| 남우주연상 | 홍경인                                         | 《아름다운 청년 전태일》                |
| 여우주연상 | 방은진                                         | 《삼공일 삼공이》                       |
| 우수연기상 (남) | 이해룡                                         | 《무궁화 꽃이 피었습니다》              |
| 우수연기상 (여) | 김보연                                         | 《개 같은 날의 오후》                   |
| 신인감독상 | 이민용 원성진                                  | 《개 같은 날의 오후》 《48+1》          |
| 새얼굴 남자연기상 | 한석규 이병헌                                  | 《닥터 봉》 《누가 나를 미치게 하는가》 |
| 새얼굴 여자연기상 | 이지은                                         | 《금홍아 금홍아》                       |
| 창작각본상 | 이경식                                         | 《개 같은 날의 오후》                   |
| 촬영상 | 유영길                                         | 《아름다운 청년 전태일》                |
| 조명상 | 김동호                                         | 《아름다운 청년 전태일》                |
| 음악상 | 김수철                                         | 《금홍아 금홍아》                       |
| 기술상 | 현동춘 (편집), 장인한 (분장) 김성문 (특수분장) | 《48+1》 《삼공일 삼공이》              |
| 심사위원특별작품상 | 우진필름                                       | 《무궁화 꽃이 피었습니다》              |
| 기획상 | 준준시네마                                     | 《48+1》                                |
| 장려상 | 아리랑필름                                     | 《빛은 내 가슴에》                      |
| 춘사영화예술인상 | 임권택                                         |                                         |

| - 일시 : 1999년 2월 5일 - 장소 : 강원도 평창 용평리조트 드래곤밸리호텔 \| 부문 \| 수상자 \| 작품 \| \| ----------------- \| ------------------------- \| ------------------------------------ \| \| 최우수 작품상 \| 백두대간 \| 《아름다운 시절》 \| \| 감독상 \| 박철수 \| 《가족시네마》 \| \| 남우주연상 \| 박신양 \| 《약속》 \| \| 여우주연상 \| 이미숙 \| 《정사》 \| \| 신인감독상 \| 이정향 \| 《미술관 옆 동물원》 \| \| 새얼굴 남자연기상 \| 이성재 \| 《미술관 옆 동물원》 \| \| 새얼굴 여자연기상 \| 김규리 김여진 \| 《여고괴담》 《처녀들의 저녁식사》 \| \| 창작각본상 \| 이정향 \| 《미술관 옆 동물원》 \| \| 기획상 \| 이광모 \| 《아름다운 시절》 \| \| 촬영상 \| 전조명 \| 《약속》 \| \| 조명상 \| 이주생 \| 《약속》 \| \| 음악상 \| 원일 \| 《아름다운 시절》 \| \| 기술상 \| 김현 (편집) 오상만 (미술) \| 《태양은 없다》 《미술관 옆 동물원》 \| \| 춘사영화예술인상 \| 황문평 \| \| |                           |                                      |
| 부문 | 수상자                    | 작품                                 |
| 최우수 작품상 | 백두대간                  | 《아름다운 시절》                    |
| 감독상 | 박철수                    | 《가족시네마》                       |
| 남우주연상 | 박신양                    | 《약속》                             |
| 여우주연상 | 이미숙                    | 《정사》                             |
| 신인감독상 | 이정향                    | 《미술관 옆 동물원》                 |
| 새얼굴 남자연기상 | 이성재                    | 《미술관 옆 동물원》                 |
| 새얼굴 여자연기상 | 김규리 김여진             | 《여고괴담》 《처녀들의 저녁식사》   |
| 창작각본상 | 이정향                    | 《미술관 옆 동물원》                 |
| 기획상 | 이광모                    | 《아름다운 시절》                    |
| 촬영상 | 전조명                    | 《약속》                             |
| 조명상 | 이주생                    | 《약속》                             |
| 음악상 | 원일                      | 《아름다운 시절》                    |
| 기술상 | 김현 (편집) 오상만 (미술) | 《태양은 없다》 《미술관 옆 동물원》 |
| 춘사영화예술인상 | 황문평                    |                                      |

### 2000년대
| - 일시 : 2000년 10월 27일 - 장소 : 서울 쉐라톤워커힐호텔 \| 부문 \| 수상자 \| 작품 \| \| ----------------- \| --------------------------------------- \| -------------------------------------------- \| \| 최우수 작품상 \| 명필름 \| 《공동경비구역 JSA》 \| \| 감독상 \| 박찬욱 \| 《공동경비구역 JSA》 \| \| 남우주연상 \| 설경구 \| 《박하사탕》 \| \| 여우주연상 \| 전도연 \| 《해피엔드》 \| \| 남우조연상 \| 신하균 \| 《공동경비구역 JSA》 \| \| 여우조연상 \| 김성녀 \| 《춘향뎐》 \| \| 신인감독상 \| 김정권 김기영 \| 《동감》 《진실게임》 \| \| 새얼굴 남자연기상 \| 유지태 \| 《동감》 \| \| 새얼굴 여자연기상 \| 이지현 \| 《미인》 \| \| 창작각본상 \| 이창동 \| 《박하사탕》 \| \| 기획상 \| 이태원 \| 《춘향뎐》 \| \| 촬영상 \| 정일성 \| 《춘향뎐》 \| \| 조명상 \| 이민부 임재영 \| 《춘향뎐》 《공동경비구역 JSA》 \| \| 음악상 \| 조영욱 \| 《공동경비구역 JSA》 \| \| 기술상 \| 김상만, 오상만 (미술) 김철석 (특수효과) \| 《공동경비구역 JSA》 《인정사정 볼 것 없다》 \| \| 신인촬영상 \| 홍경표 \| 《시월애》 \| \| 공로상 \| 트위스트 김 \| \| \| 특별연기상 \| 이무정 \| 《진실게임》 \| \| 심사위원특별상 \| 씨엔피 엔터테인먼트 \| 《죽거나 혹은 나쁘거나》 \| \| 춘사영화예술인상 \| 장동휘 \| \| |                                         |                                              |
| 부문 | 수상자                                  | 작품                                         |
| 최우수 작품상 | 명필름                                  | 《공동경비구역 JSA》                         |
| 감독상 | 박찬욱                                  | 《공동경비구역 JSA》                         |
| 남우주연상 | 설경구                                  | 《박하사탕》                                 |
| 여우주연상 | 전도연                                  | 《해피엔드》                                 |
| 남우조연상 | 신하균                                  | 《공동경비구역 JSA》                         |
| 여우조연상 | 김성녀                                  | 《춘향뎐》                                   |
| 신인감독상 | 김정권 김기영                           | 《동감》 《진실게임》                        |
| 새얼굴 남자연기상 | 유지태                                  | 《동감》                                     |
| 새얼굴 여자연기상 | 이지현                                  | 《미인》                                     |
| 창작각본상 | 이창동                                  | 《박하사탕》                                 |
| 기획상 | 이태원                                  | 《춘향뎐》                                   |
| 촬영상 | 정일성                                  | 《춘향뎐》                                   |
| 조명상 | 이민부 임재영                           | 《춘향뎐》 《공동경비구역 JSA》              |
| 음악상 | 조영욱                                  | 《공동경비구역 JSA》                         |
| 기술상 | 김상만, 오상만 (미술) 김철석 (특수효과) | 《공동경비구역 JSA》 《인정사정 볼 것 없다》 |
| 신인촬영상 | 홍경표                                  | 《시월애》                                   |
| 공로상 | 트위스트 김                             |                                              |
| 특별연기상 | 이무정                                  | 《진실게임》                                 |
| 심사위원특별상 | 씨엔피 엔터테인먼트                     | 《죽거나 혹은 나쁘거나》                     |
| 춘사영화예술인상 | 장동휘                                  |                                              |

| - 일시 : 2001년 12월 20일 - 장소 : 서울 성균관대 600주년 기념관 \| 부문 \| 수상자 \| 작품 \| \| ------------------------- \| ----------------------------- \| ---------------------- \| \| 춘사나운규영화예술제 대상 \| 씨네라인 \| 《친구》 \| \| 올해의 감독상 \| 곽경택 \| 《친구》 \| \| 올해의 남자연기상 \| 유오성 \| 《친구》 \| \| 올해의 여자연기상 \| 배두나, 이요원, 옥고운 \| 《고양이를 부탁해》 \| \| 올해의 각본상 \| 임순례 \| 《와이키키 브라더스》 \| \| 올해의 기획상 \| 오기민 \| 《고양이를 부탁해》 \| \| 올해의 촬영상 \| 서정민 \| 《리베라 메》 \| \| 올해의 조명상 \| 이승구 \| 《흑수선》 \| \| 올해의 기술상 \| 김현 (편집) 정도안 (특수효과) \| 《무사》 《리베라 메》 \| \| 심사위원특별상 \| 정재은 \| 《고양이를 부탁해》 \| |                               |                        |
| 부문 | 수상자                        | 작품                   |
| 춘사나운규영화예술제 대상 | 씨네라인                      | 《친구》               |
| 올해의 감독상 | 곽경택                        | 《친구》               |
| 올해의 남자연기상 | 유오성                        | 《친구》               |
| 올해의 여자연기상 | 배두나, 이요원, 옥고운        | 《고양이를 부탁해》    |
| 올해의 각본상 | 임순례                        | 《와이키키 브라더스》  |
| 올해의 기획상 | 오기민                        | 《고양이를 부탁해》    |
| 올해의 촬영상 | 서정민                        | 《리베라 메》          |
| 올해의 조명상 | 이승구                        | 《흑수선》             |
| 올해의 기술상 | 김현 (편집) 정도안 (특수효과) | 《무사》 《리베라 메》 |
| 심사위원특별상 | 정재은                        | 《고양이를 부탁해》    |

| - 일시 : 2002년 11월 26일 - 장소 : 서울 성균관대 600주년 기념관 \| 부문 \| 수상자 \| 작품 \| \| -------------------------- \| -------------------------------------------------- \| ------------------ \| \| 춘사나운규영화예술제 대상 \| 명필름 \| 《오아시스》 \| \| 올해의 감독상 \| 이창동 \| 《오아시스》 \| \| 올해의 주연연기상(남) \| 설경구 \| 《오아시스》 \| \| 올해의 주연연기상(여) \| 문소리 \| 《오아시스》 \| \| 올해의 조연연기상(남) \| 강신일 \| 《공공의 적》 \| \| 올해의 조연연기상(여) \| 예지원 \| 《생활의 발견》 \| \| 올해의 신인감독상 \| 김현석 \| 《YMCA 야구단》 \| \| 올해의 신인연기상 \| 김상경 \| 《생활의 발견》 \| \| 올해의 신인연기상 \| 서원 \| 《나쁜 남자》 \| \| 올해의 각본상 \| 이창동 \| 《오아시스》 \| \| 올해의 기획제작상 \| 심재명, 이우정 \| 《YMCA 야구단》 \| \| 올해의 촬영상 \| 박현철 \| 《YMCA 야구단》 \| \| 올해의 미술상 \| 강승용 \| 《YMCA 야구단》 \| \| 올해의 음악상 \| 어어부밴드 \| 《복수는 나의 것》 \| \| 올해의 편집상 \| 김상범 \| 《복수는 나의 것》 \| \| 올해의 기술상 \| 임재영 (조명) \| 《YMCA 야구단》 \| \| 심사위원특별상 \| \| 《집으로...》 \| \| 춘사탄생100주년 기념공로상 \| 감독 임권택 촬영감독 정일성 태흥영화사 사장 이태원 \| \| |                                                    |                    |
| 부문 | 수상자                                             | 작품               |
| 춘사나운규영화예술제 대상 | 명필름                                             | 《오아시스》       |
| 올해의 감독상 | 이창동                                             | 《오아시스》       |
| 올해의 주연연기상(남) | 설경구                                             | 《오아시스》       |
| 올해의 주연연기상(여) | 문소리                                             | 《오아시스》       |
| 올해의 조연연기상(남) | 강신일                                             | 《공공의 적》      |
| 올해의 조연연기상(여) | 예지원                                             | 《생활의 발견》    |
| 올해의 신인감독상 | 김현석                                             | 《YMCA 야구단》    |
| 올해의 신인연기상 | 김상경                                             | 《생활의 발견》    |
| 올해의 신인연기상 | 서원                                               | 《나쁜 남자》      |
| 올해의 각본상 | 이창동                                             | 《오아시스》       |
| 올해의 기획제작상 | 심재명, 이우정                                     | 《YMCA 야구단》    |
| 올해의 촬영상 | 박현철                                             | 《YMCA 야구단》    |
| 올해의 미술상 | 강승용                                             | 《YMCA 야구단》    |
| 올해의 음악상 | 어어부밴드                                         | 《복수는 나의 것》 |
| 올해의 편집상 | 김상범                                             | 《복수는 나의 것》 |
| 올해의 기술상 | 임재영 (조명)                                      | 《YMCA 야구단》    |
| 심사위원특별상 |                                                    | 《집으로...》      |
| 춘사탄생100주년 기념공로상 | 감독 임권택 촬영감독 정일성 태흥영화사 사장 이태원 |                    |

| - 일시 : 2003년 12월 15일 - 장소 : 서울 그랜드힐튼호텔 \| 부문 \| 수상자 \| 작품 \| \| --------------------------- \| -------------- \| ------------------------------- \| \| 춘사나운규영화예술제 대상 \| 싸이더스 \| 《살인의 추억》 \| \| 올해의 감독상 \| 봉준호 \| 《살인의 추억》 \| \| 올해의 남우연기상 \| 송강호 \| 《살인의 추억》 \| \| 올해의 여우연기상 \| 문소리 \| 《바람난 가족》 \| \| 올해의 남우조연상 \| 박노식 \| 《살인의 추억》 \| \| 올해의 여우조연상 \| 송윤아 \| 《광복절 특사》 \| \| 올해의 신인감독상 \| 장준환 \| 《지구를 지켜라!》 \| \| 올해의 신인남우상 \| 박해일 \| 《질투는 나의 힘》 \| \| 올해의 신인여우상 \| 황정민 \| 《지구를 지켜라!》 \| \| 올해의 각본상 \| 봉준호, 심성보 \| 《살인의 추억》 \| \| 올해의 기획제작상 \| 이승재 \| 《봄 여름 가을 겨울 그리고 봄》 \| \| 올해의 촬영상 \| 김형구 \| 《살인의 추억》 \| \| 올해의 조명상 \| 박현원 \| 《클래식》 \| \| 올해의 음악상 \| 조영욱 \| 《클래식》 \| \| 올해의 편집상 \| 김선민 \| 《살인의 추억》 \| \| 올해의 기술상 \| 최태영 (음향) \| 《황산벌》 \| \| 올해의 미술상 \| 오상만 \| 《봄 여름 가을 겨울 그리고 봄》 \| \| 심사위원특별상 \| \| 《와일드 카드》 \| \| 한국영화 발전을 위한 공로상 \| 김대중 \| \| |                |                                 |
| 부문 | 수상자         | 작품                            |
| 춘사나운규영화예술제 대상 | 싸이더스       | 《살인의 추억》                 |
| 올해의 감독상 | 봉준호         | 《살인의 추억》                 |
| 올해의 남우연기상 | 송강호         | 《살인의 추억》                 |
| 올해의 여우연기상 | 문소리         | 《바람난 가족》                 |
| 올해의 남우조연상 | 박노식         | 《살인의 추억》                 |
| 올해의 여우조연상 | 송윤아         | 《광복절 특사》                 |
| 올해의 신인감독상 | 장준환         | 《지구를 지켜라!》              |
| 올해의 신인남우상 | 박해일         | 《질투는 나의 힘》              |
| 올해의 신인여우상 | 황정민         | 《지구를 지켜라!》              |
| 올해의 각본상 | 봉준호, 심성보 | 《살인의 추억》                 |
| 올해의 기획제작상 | 이승재         | 《봄 여름 가을 겨울 그리고 봄》 |
| 올해의 촬영상 | 김형구         | 《살인의 추억》                 |
| 올해의 조명상 | 박현원         | 《클래식》                      |
| 올해의 음악상 | 조영욱         | 《클래식》                      |
| 올해의 편집상 | 김선민         | 《살인의 추억》                 |
| 올해의 기술상 | 최태영 (음향)  | 《황산벌》                      |
| 올해의 미술상 | 오상만         | 《봄 여름 가을 겨울 그리고 봄》 |
| 심사위원특별상 |                | 《와일드 카드》                 |
| 한국영화 발전을 위한 공로상 | 김대중         |                                 |

| - 일시 : 2004년 11월 19일 - 장소 : 경기도 양주 장흥관광단지 야외특설무대 \| 부문 \| 수상자 \| 작품 \| \| ------------------------- \| ---------------------------------------------------------------------------------------------- \| -------------------------------------------- \| \| 춘사나운규영화예술제 대상 \| 황기성사단 \| 《아홉살 인생》 \| \| 올해의 감독상 \| 윤인호 \| 《아홉살 인생》 \| \| 올해의 남우연기상 \| 최민식 \| 《올드 보이》 \| \| 올해의 여우연기상 \| 김혜수 이나영 \| 《얼굴 없는 미녀》 《아는 여자》 \| \| 올해의 남우조연상 \| 정두홍 \| 《바람의 파이터》 \| \| 올해의 여우조연상 \| 고두심 \| 《인어공주》 \| \| 올해의 신인감독상 \| 김학순 \| 《비디오를 보는 남자》 \| \| 올해의 신인남우상 \| 원빈 \| 《태극기 휘날리며》 \| \| 올해의 신인여우상 \| 문근영 \| 《어린 신부》 \| \| 올해의 각본상 \| 이만희 \| 《아홉살 인생》 \| \| 올해의 기획제작상 \| 김동원 \| 《송환》 \| \| 올해의 촬영상 \| 정경훈 \| 《올드 보이》 \| \| 올해의 조명상 \| 지길수 \| 《바람의 파이터》 \| \| 올해의 음악상 \| 장영규 \| 《얼굴 없는 미녀》 \| \| 올해의 편집상 \| 김상범 \| 《올드 보이》 \| \| 올해의 미술상 \| 윤주훈 \| 《얼굴 없는 미녀》 \| \| 올해의 기술상 \| 강종익 (시각효과) \| 《태극기 휘날리며》 \| \| 심사위원특별상 \| \| 《실미도》 《태극기 휘날리며》 《올드 보이》 \| \| 특별아역상 \| 이세영, 김석, 김명재, 나아현 \| 《아홉살 인생》 \| \| 올해의 공로상 \| 양기환 (스크린쿼더문화연대 사무처장) 정지영, 안성기 (스크린쿼터지키기 영화인대책위 공동위원장) \| \| |                                                                                                |                                              |
| 부문 | 수상자                                                                                         | 작품                                         |
| 춘사나운규영화예술제 대상 | 황기성사단                                                                                     | 《아홉살 인생》                              |
| 올해의 감독상 | 윤인호                                                                                         | 《아홉살 인생》                              |
| 올해의 남우연기상 | 최민식                                                                                         | 《올드 보이》                                |
| 올해의 여우연기상 | 김혜수 이나영                                                                                  | 《얼굴 없는 미녀》 《아는 여자》             |
| 올해의 남우조연상 | 정두홍                                                                                         | 《바람의 파이터》                            |
| 올해의 여우조연상 | 고두심                                                                                         | 《인어공주》                                 |
| 올해의 신인감독상 | 김학순                                                                                         | 《비디오를 보는 남자》                       |
| 올해의 신인남우상 | 원빈                                                                                           | 《태극기 휘날리며》                          |
| 올해의 신인여우상 | 문근영                                                                                         | 《어린 신부》                                |
| 올해의 각본상 | 이만희                                                                                         | 《아홉살 인생》                              |
| 올해의 기획제작상 | 김동원                                                                                         | 《송환》                                     |
| 올해의 촬영상 | 정경훈                                                                                         | 《올드 보이》                                |
| 올해의 조명상 | 지길수                                                                                         | 《바람의 파이터》                            |
| 올해의 음악상 | 장영규                                                                                         | 《얼굴 없는 미녀》                           |
| 올해의 편집상 | 김상범                                                                                         | 《올드 보이》                                |
| 올해의 미술상 | 윤주훈                                                                                         | 《얼굴 없는 미녀》                           |
| 올해의 기술상 | 강종익 (시각효과)                                                                              | 《태극기 휘날리며》                          |
| 심사위원특별상 |                                                                                                | 《실미도》 《태극기 휘날리며》 《올드 보이》 |
| 특별아역상 | 이세영, 김석, 김명재, 나아현                                                                   | 《아홉살 인생》                              |
| 올해의 공로상 | 양기환 (스크린쿼더문화연대 사무처장) 정지영, 안성기 (스크린쿼터지키기 영화인대책위 공동위원장) |                                              |

| - 일시 : 2005년 12월 15일 - 장소 : 제주 국제컨벤션센터 \| 부문 \| 수상자 \| 작품 \| \| -------------- \| ----------------- \| -------------------------------- \| \| 최우수 작품상 \| \| 《혈의 누》 \| \| 감독상 \| 김대승 \| 《혈의 누》 \| \| 남우주연상 \| 이병헌 \| 《달콤한 인생》 \| \| 여우주연상 \| 전도연 \| 《너는 내 운명》 \| \| 남우조연상 \| 박용우 \| 《혈의 누》 \| \| 여우조연상 \| 오미희 \| 《내 생애 가장 아름다운 일주일》 \| \| 신인감독상 \| 정윤철 \| 《말아톤》 \| \| 신인남우상 \| 진태현 \| 《내 생애 가장 아름다운 일주일》 \| \| 신인여우상 \| 서영희 \| 《내 생애 가장 아름다운 일주일》 \| \| 각본상 \| 유성협, 민규동 \| 《내 생애 가장 아름다운 일주일》 \| \| 기획제작상 \| 오정완, 이유진 \| 너는 내 운명]]》 \| \| 촬영상 \| 최영환 \| 《혈의 누》 \| \| 조명상 \| 김성관 \| 《혈의 누》 \| \| 미술상 \| 민언옥 \| 《혈의 누》 \| \| 음악상 \| 방준석 \| 《주먹이 운다》 \| \| 편집상 \| 김상범, 김재범 \| 《혈의 누》 \| \| 기술상 \| 신재호 (특수분장) \| 《혈의 누》 \| \| 심사위원특별상 \| \| 《내 생애 가장 아름다운 일주일》 \| \| 특별아역상 \| 이재응 \| 《사랑해, 말순씨》 \| \| 공로상 \| 신성일 \| \| |                   |                                  |
| 부문 | 수상자            | 작품                             |
| 최우수 작품상 |                   | 《혈의 누》                      |
| 감독상 | 김대승            | 《혈의 누》                      |
| 남우주연상 | 이병헌            | 《달콤한 인생》                  |
| 여우주연상 | 전도연            | 《너는 내 운명》                 |
| 남우조연상 | 박용우            | 《혈의 누》                      |
| 여우조연상 | 오미희            | 《내 생애 가장 아름다운 일주일》 |
| 신인감독상 | 정윤철            | 《말아톤》                       |
| 신인남우상 | 진태현            | 《내 생애 가장 아름다운 일주일》 |
| 신인여우상 | 서영희            | 《내 생애 가장 아름다운 일주일》 |
| 각본상 | 유성협, 민규동    | 《내 생애 가장 아름다운 일주일》 |
| 기획제작상 | 오정완, 이유진    | 너는 내 운명]]》                 |
| 촬영상 | 최영환            | 《혈의 누》                      |
| 조명상 | 김성관            | 《혈의 누》                      |
| 미술상 | 민언옥            | 《혈의 누》                      |
| 음악상 | 방준석            | 《주먹이 운다》                  |
| 편집상 | 김상범, 김재범    | 《혈의 누》                      |
| 기술상 | 신재호 (특수분장) | 《혈의 누》                      |
| 심사위원특별상 |                   | 《내 생애 가장 아름다운 일주일》 |
| 특별아역상 | 이재응            | 《사랑해, 말순씨》               |
| 공로상 | 신성일            |                                  |

| - 일시 : 2006년 10월 27일 - 장소 : 경기도 이천 설봉공원 야외특설무대 \| 부문 \| 수상자 \| 작품 \| \| ------------------- \| ---------------------- \| ------------------------ \| \| 최우수 작품상 \| \| 《한반도》 \| \| 감독상 \| 강우석 \| 《한반도》 \| \| 남우주연상 \| 감우성 \| 《왕의 남자》 \| \| 여우주연상 \| 김혜수 \| 《타짜》 \| \| 남우조연상 \| 이범수 장항선 \| 《짝패》 《왕의 남자》 \| \| 여우조연상 \| 김수미 \| 《맨발의 기봉이》 \| \| 신인감독상 \| 이환경 \| 《각설탕》 \| \| 신인남우상 \| 엄태웅 \| 《가족의 탄생》 \| \| 신인여우상 \| 이보영 \| 《비열한 거리》 \| \| 각본상 \| 장민석, 박은영 \| 《우리들의 행복한 시간》 \| \| 기획제작상 \| 최용배 \| 《괴물》 \| \| 촬영상 \| 윤홍식 \| 《청연》 \| \| 조명상 \| 이강산 \| 《괴물》 \| \| 음악상 \| 이동준 \| 《각설탕》 \| \| 편집상 \| 신민경 \| 《타짜》 \| \| 의상상 \| 권유진 \| 《청연》 \| \| 음향기술상 \| 김석원 \| 《한반도》 \| \| 영상기술상 \| 장휘철 \| 《괴물》 \| \| 심사위원특별 작품상 \| \| 《각설탕》 \| \| 심사위원특별 연기상 \| 박중훈 \| 《라디오 스타》 \| \| 남자인기상 \| 김승우 \| 《해변의 여인》 \| \| 여자인기상 \| 김혜수 \| 《타짜》 \| \| 춘사 나운규 대상 \| 정진우 \| \| \| 아름다운영화인상 \| 곽정환 \| \| \| 한류문화대상 \| 정창화, 이병헌, 장서희 \| \| |                        |                          |
| 부문 | 수상자                 | 작품                     |
| 최우수 작품상 |                        | 《한반도》               |
| 감독상 | 강우석                 | 《한반도》               |
| 남우주연상 | 감우성                 | 《왕의 남자》            |
| 여우주연상 | 김혜수                 | 《타짜》                 |
| 남우조연상 | 이범수 장항선          | 《짝패》 《왕의 남자》   |
| 여우조연상 | 김수미                 | 《맨발의 기봉이》        |
| 신인감독상 | 이환경                 | 《각설탕》               |
| 신인남우상 | 엄태웅                 | 《가족의 탄생》          |
| 신인여우상 | 이보영                 | 《비열한 거리》          |
| 각본상 | 장민석, 박은영         | 《우리들의 행복한 시간》 |
| 기획제작상 | 최용배                 | 《괴물》                 |
| 촬영상 | 윤홍식                 | 《청연》                 |
| 조명상 | 이강산                 | 《괴물》                 |
| 음악상 | 이동준                 | 《각설탕》               |
| 편집상 | 신민경                 | 《타짜》                 |
| 의상상 | 권유진                 | 《청연》                 |
| 음향기술상 | 김석원                 | 《한반도》               |
| 영상기술상 | 장휘철                 | 《괴물》                 |
| 심사위원특별 작품상 |                        | 《각설탕》               |
| 심사위원특별 연기상 | 박중훈                 | 《라디오 스타》          |
| 남자인기상 | 김승우                 | 《해변의 여인》          |
| 여자인기상 | 김혜수                 | 《타짜》                 |
| 춘사 나운규 대상 | 정진우                 |                          |
| 아름다운영화인상 | 곽정환                 |                          |
| 한류문화대상 | 정창화, 이병헌, 장서희 |                          |

| - 일시 : 2007년 9월 14일 - 장소 : 경기도 이천 설봉공원 도자기엑스포 야외특설공연장 \| 부문 \| 수상자 \| 작품 \| \| ----------------- \| --------------------------- \| ---------------------------- \| \| 최우수 작품상 \| \| 《그해 여름》 \| \| 감독상 \| 조근식 \| 《그해 여름》 \| \| 남우주연상 \| 차승원 \| 《아들》 \| \| 여우주연상 \| 김아중 \| 《미녀는 괴로워》 \| \| 남우조연상 \| 오달수 조한선 \| 《그해 여름》 《열혈남아》 \| \| 여우조연상 \| 엄지원 \| 《가을로》 \| \| 신인감독상 \| 이정범 \| 《열혈남아》 \| \| 신인남우상 \| 정경호 \| 《허브》 \| \| 신인여우상 \| 이세은 \| 《그해 여름》 \| \| 각본상 \| 장민석 \| 《가을로》 \| \| 촬영상 \| 박현철 \| 《미녀는 괴로워》 \| \| 조명상 \| 임재영 \| 《황진이》 \| \| 음악상 \| 심현정 \| 《그해 여름》 \| \| 편집상 \| 박곡지 \| 《미녀는 괴로워》 \| \| 기술상 \| 이승철 (음향) 정구호 (의상) \| 《미녀는 괴로워》 《황진이》 \| \| 심사위원특별상 \| \| 《허브》 \| \| 춘사 나운규 대상 \| 신영균 \| \| \| 아름다운 예술인상 \| 유현목, 이우석, 정창화 \| \| \| 한류문화대상 \| 이영애, 장동건 \| \| \| 한류문화상 \| 장나라 \| \| |                             |                              |
| 부문 | 수상자                      | 작품                         |
| 최우수 작품상 |                             | 《그해 여름》                |
| 감독상 | 조근식                      | 《그해 여름》                |
| 남우주연상 | 차승원                      | 《아들》                     |
| 여우주연상 | 김아중                      | 《미녀는 괴로워》            |
| 남우조연상 | 오달수 조한선               | 《그해 여름》 《열혈남아》   |
| 여우조연상 | 엄지원                      | 《가을로》                   |
| 신인감독상 | 이정범                      | 《열혈남아》                 |
| 신인남우상 | 정경호                      | 《허브》                     |
| 신인여우상 | 이세은                      | 《그해 여름》                |
| 각본상 | 장민석                      | 《가을로》                   |
| 촬영상 | 박현철                      | 《미녀는 괴로워》            |
| 조명상 | 임재영                      | 《황진이》                   |
| 음악상 | 심현정                      | 《그해 여름》                |
| 편집상 | 박곡지                      | 《미녀는 괴로워》            |
| 기술상 | 이승철 (음향) 정구호 (의상) | 《미녀는 괴로워》 《황진이》 |
| 심사위원특별상 |                             | 《허브》                     |
| 춘사 나운규 대상 | 신영균                      |                              |
| 아름다운 예술인상 | 유현목, 이우석, 정창화      |                              |
| 한류문화대상 | 이영애, 장동건              |                              |
| 한류문화상 | 장나라                      |                              |

| - 일시 : 2008년 9월 6일 - 장소 : 경기도 이천 설봉공원 도자기엑스포 야외특설공연장 \| 부문 \| 수상자 \| 작품 \| \| ----------------- \| ----------------------------- \| --------------------------------------------- \| \| 최우수 작품상 \| \| 《크로싱》 \| \| 감독상 \| 김태균 \| 《크로싱》 \| \| 남우주연상 \| 김윤석, 하정우 \| 《추격자》 \| \| 여우주연상 \| 이미연 \| 《어깨너머의 연인》 \| \| 남우조연상 \| 김영철 \| 《마이 파더》 \| \| 여우조연상 \| 김지영 \| 《우리 생애 최고의 순간》 \| \| 신인감독상 \| 나홍진 \| 《추격자》 \| \| 신인남우상 \| 다니엘 헤니 \| 《마이 파더》 \| \| 신인여우상 \| 이화선 조은지 \| 《색즉시공 시즌 2》 《우리 생애 최고의 순간》 \| \| 각본상 \| 이유진 나홍진, 이신호, 홍원찬 \| 《크로싱》 《추격자》 \| \| 촬영상 \| 정한철 \| 《크로싱》 \| \| 조명상 \| 박세문 \| 《궁녀》 \| \| 음악상 \| 김태성 \| 《크로싱》 \| \| 미술상 \| 김현옥 \| 《크로싱》 \| \| 편집상 \| 이현미 \| 《어깨너머의 연인》 \| \| 기술상 \| 최태영 (음향) \| 《추격자》 \| \| 아역특별상 \| 신명철 \| 《크로싱》 \| \| 심사위원대상 \| 차인표 \| 《크로싱》 \| \| 춘사 나운규 대상 \| 김수용 \| \| \| 아름다운 영화인상 \| 윤일봉 \| \| \| 한류문화대상 \| 신현준 \| \| |                               |                                               |
| 부문 | 수상자                        | 작품                                          |
| 최우수 작품상 |                               | 《크로싱》                                    |
| 감독상 | 김태균                        | 《크로싱》                                    |
| 남우주연상 | 김윤석, 하정우                | 《추격자》                                    |
| 여우주연상 | 이미연                        | 《어깨너머의 연인》                           |
| 남우조연상 | 김영철                        | 《마이 파더》                                 |
| 여우조연상 | 김지영                        | 《우리 생애 최고의 순간》                     |
| 신인감독상 | 나홍진                        | 《추격자》                                    |
| 신인남우상 | 다니엘 헤니                   | 《마이 파더》                                 |
| 신인여우상 | 이화선 조은지                 | 《색즉시공 시즌 2》 《우리 생애 최고의 순간》 |
| 각본상 | 이유진 나홍진, 이신호, 홍원찬 | 《크로싱》 《추격자》                         |
| 촬영상 | 정한철                        | 《크로싱》                                    |
| 조명상 | 박세문                        | 《궁녀》                                      |
| 음악상 | 김태성                        | 《크로싱》                                    |
| 미술상 | 김현옥                        | 《크로싱》                                    |
| 편집상 | 이현미                        | 《어깨너머의 연인》                           |
| 기술상 | 최태영 (음향)                 | 《추격자》                                    |
| 아역특별상 | 신명철                        | 《크로싱》                                    |
| 심사위원대상 | 차인표                        | 《크로싱》                                    |
| 춘사 나운규 대상 | 김수용                        |                                               |
| 아름다운 영화인상 | 윤일봉                        |                                               |
| 한류문화대상 | 신현준                        |                                               |

| - 일시 : 2009년 9월 5일 - 장소 : 경기도 이천 설봉공원 도자기엑스포 야외특설공연장 \| 부문 \| 수상자 \| 작품 \| \| ----------------- \| -------------------------------------- \| ---------------------------------- \| \| 최우수 작품상 \| \| 《국가대표》 \| \| 감독상 \| 박찬욱 \| 《박쥐》 \| \| 프로듀서상 \| 한길로 \| 《킹콩을 들다》 \| \| 남우주연상 \| 송강호 \| 《박쥐》 \| \| 여우주연상 \| 신민아 \| 《고고 70》 \| \| 남우조연상 \| 성동일 박희순 \| 《국가대표》 《작전》 \| \| 여우조연상 \| 김해숙 이혜숙 \| 《박쥐》 《국가대표》 \| \| 신인감독상 \| 박건용 \| 《킹콩을 들다》 \| \| 신인남우상 \| 송창의 차승우 \| 《소년은 울지 않는다》 《고고 70》 \| \| 신인여우상 \| 조안 \| 《킹콩을 들다》 \| \| 공동연기상 \| 이재응, 최재환, 하정우, 김지석, 김동욱 \| 《국가대표》 \| \| 각본상 \| 이해준 \| 《김씨 표류기》 \| \| 촬영상 \| 박희주 \| 《미인도》 \| \| 조명상 \| 박현원 \| 《박쥐》 \| \| 음악상 \| 김준석 \| 《킹콩을 들다》 \| \| 미술상 \| 이하준 \| 《미인도》 \| \| 편집상 \| 박곡지 \| 《미인도》 \| \| 음향기술상 \| 이승철, 이상준, 이성진 \| 《국가대표》 \| \| 영상기술상 \| 홍장표, 정성진 \| 《국가대표》 \| \| 아역상 \| 왕석현 \| 《과속스캔들》 \| \| 심사위원대상 \| \| 《똥파리》 \| \| 심사위원특별상 \| \| 《김씨 표류기》 \| \| 아름다운 영화인상 \| 최석규 \| \| \| 한류문화대상 \| 최정원, 정준호 \| \| \| 춘사대상 \| 최은희 \| \| |                                        |                                    |
| 부문 | 수상자                                 | 작품                               |
| 최우수 작품상 |                                        | 《국가대표》                       |
| 감독상 | 박찬욱                                 | 《박쥐》                           |
| 프로듀서상 | 한길로                                 | 《킹콩을 들다》                    |
| 남우주연상 | 송강호                                 | 《박쥐》                           |
| 여우주연상 | 신민아                                 | 《고고 70》                        |
| 남우조연상 | 성동일 박희순                          | 《국가대표》 《작전》              |
| 여우조연상 | 김해숙 이혜숙                          | 《박쥐》 《국가대표》              |
| 신인감독상 | 박건용                                 | 《킹콩을 들다》                    |
| 신인남우상 | 송창의 차승우                          | 《소년은 울지 않는다》 《고고 70》 |
| 신인여우상 | 조안                                   | 《킹콩을 들다》                    |
| 공동연기상 | 이재응, 최재환, 하정우, 김지석, 김동욱 | 《국가대표》                       |
| 각본상 | 이해준                                 | 《김씨 표류기》                    |
| 촬영상 | 박희주                                 | 《미인도》                         |
| 조명상 | 박현원                                 | 《박쥐》                           |
| 음악상 | 김준석                                 | 《킹콩을 들다》                    |
| 미술상 | 이하준                                 | 《미인도》                         |
| 편집상 | 박곡지                                 | 《미인도》                         |
| 음향기술상 | 이승철, 이상준, 이성진                 | 《국가대표》                       |
| 영상기술상 | 홍장표, 정성진                         | 《국가대표》                       |
| 아역상 | 왕석현                                 | 《과속스캔들》                     |
| 심사위원대상 |                                        | 《똥파리》                         |
| 심사위원특별상 |                                        | 《김씨 표류기》                    |
| 아름다운 영화인상 | 최석규                                 |                                    |
| 한류문화대상 | 최정원, 정준호                         |                                    |
| 춘사대상 | 최은희                                 |                                    |

### 2010년대
| - 일시 : 2010년 9월 18일 - 장소 : 경기도 이천 설봉공원 도자기엑스포 야외특설공연장 \| 부문 \| 수상자 \| 작품 \| \| ------------------ \| -------------------- \| ------------------------------------ \| \| 춘사대상 작품상 \| \| 《이끼》 \| \| 감독상 \| 강우석 \| 《이끼》 \| \| 프로듀서상 \| 정태원 \| 《포화 속으로》 \| \| 남우주연상 \| 설경구 \| 《용서는 없다》 \| \| 여우주연상 \| 엄정화 \| 《베스트셀러》 \| \| 남우조연상 \| 고창석 유준상 \| 《맨발의 꿈》 《이끼》 \| \| 여우조연상 \| 윤여정 \| 《하녀》 \| \| 신인감독상 \| 강대규 \| 《하모니》 \| \| 신인남우상 \| 조진웅 최재웅 \| 《베스트셀러》 《불꽃처럼 나비처럼》 \| \| 신인여우상 \| 강예원 \| 《하모니》 \| \| 각본상 \| 윤재구 \| 《시크릿》 \| \| 촬영상 \| 김성복, 김용흥 \| 《이끼》 \| \| 조명상 \| 강대희 \| 《이끼》 \| \| 음악상 \| 조영욱 \| 《이끼》 \| \| 미술상 \| 양홍삼, 장석진 \| 《베스트셀러》 \| \| 편집상 \| 고임표 \| 《이끼》 \| \| 음향기술상 \| 박준오, 박종근 \| 《불꽃처럼 나비처럼》 \| \| 영상기술상 \| 이펙트 스톰, FX Gear \| 《불꽃처럼 나비처럼》 \| \| 심사위원특별작품상 \| \| 《포화 속으로》 \| \| 심사위원특별연기상 \| 박중훈 \| 《내 깡패 같은 애인》 \| \| 아름다운 영화인상 \| 문희 \| \| \| 춘사대상 \| 이대근 \| \| |                      |                                      |
| 부문 | 수상자               | 작품                                 |
| 춘사대상 작품상 |                      | 《이끼》                             |
| 감독상 | 강우석               | 《이끼》                             |
| 프로듀서상 | 정태원               | 《포화 속으로》                      |
| 남우주연상 | 설경구               | 《용서는 없다》                      |
| 여우주연상 | 엄정화               | 《베스트셀러》                       |
| 남우조연상 | 고창석 유준상        | 《맨발의 꿈》 《이끼》               |
| 여우조연상 | 윤여정               | 《하녀》                             |
| 신인감독상 | 강대규               | 《하모니》                           |
| 신인남우상 | 조진웅 최재웅        | 《베스트셀러》 《불꽃처럼 나비처럼》 |
| 신인여우상 | 강예원               | 《하모니》                           |
| 각본상 | 윤재구               | 《시크릿》                           |
| 촬영상 | 김성복, 김용흥       | 《이끼》                             |
| 조명상 | 강대희               | 《이끼》                             |
| 음악상 | 조영욱               | 《이끼》                             |
| 미술상 | 양홍삼, 장석진       | 《베스트셀러》                       |
| 편집상 | 고임표               | 《이끼》                             |
| 음향기술상 | 박준오, 박종근       | 《불꽃처럼 나비처럼》                |
| 영상기술상 | 이펙트 스톰, FX Gear | 《불꽃처럼 나비처럼》                |
| 심사위원특별작품상 |                      | 《포화 속으로》                      |
| 심사위원특별연기상 | 박중훈               | 《내 깡패 같은 애인》                |
| 아름다운 영화인상 | 문희                 |                                      |
| 춘사대상 | 이대근               |                                      |

| - 일시 : 2014년 3월 19일 - 장소 : 서울 한국프레스센터 \| 부문 \| 수상자 \| 작품 \| \| ------------ \| ----------------------- \| --------------- \| \| 최우수감독상 \| 수상자 없음[6] \| \| \| 남자연기상 \| 송강호 \| 《변호인》 \| \| 여자연기상 \| 심은경 \| 《수상한 그녀》 \| \| 신인감독상 \| 양우석 \| 《변호인》 \| \| 각본상 \| 신동익, 홍윤정, 동희선 \| 《수상한 그녀》 \| \| 기술상 \| 정성진 (시각효과) \| 《미스터 고》 \| \| 공로상 \| 강대진 전국극장연합회장 \| \| |                         |                 |
| 부문 | 수상자                  | 작품            |
| 최우수감독상 | 수상자 없음             |                 |
| 남자연기상 | 송강호                  | 《변호인》      |
| 여자연기상 | 심은경                  | 《수상한 그녀》 |
| 신인감독상 | 양우석                  | 《변호인》      |
| 각본상 | 신동익, 홍윤정, 동희선  | 《수상한 그녀》 |
| 기술상 | 정성진 (시각효과)       | 《미스터 고》   |
| 공로상 | 강대진 전국극장연합회장 |                 |

| - 일시 : 2015년 3월 18일 - 장소 : 서울 한국프레스센터 \| 부문 \| 수상자 \| 작품 \| \| ------------------- \| ------------- \| --------------------- \| \| 최우수감독상 \| 김성훈 \| 《끝까지 간다》 \| \| 남자연기상 \| 하정우 \| 《군도: 민란의 시대》 \| \| 여자연기상 \| 배두나 \| 《도희야》 \| \| 신인감독상 \| 우문기 \| 《족구왕》 \| \| 각본상 \| 박수진 \| 《국제시장》 \| \| 기술상 \| 최태영 (음향) \| 《명량》 \| \| 관객선정 최고영화상 \| \| 《국제시장》 \| \| 영화발전 공헌상 \| 명필름 \| \| |               |                       |
| 부문 | 수상자        | 작품                  |
| 최우수감독상 | 김성훈        | 《끝까지 간다》       |
| 남자연기상 | 하정우        | 《군도: 민란의 시대》 |
| 여자연기상 | 배두나        | 《도희야》            |
| 신인감독상 | 우문기        | 《족구왕》            |
| 각본상 | 박수진        | 《국제시장》          |
| 기술상 | 최태영 (음향) | 《명량》              |
| 관객선정 최고영화상 |               | 《국제시장》          |
| 영화발전 공헌상 | 명필름        |                       |

| - 일시 : 2016년 4월 5일 - 장소 : 서울 코엑스 오디토리움 \| 부문 \| 수상자 \| 작품 \| \| --------------------------- \| ----------------- \| --------------------------- \| \| 최우수감독상 \| 최동훈 \| 《암살》 \| \| 남우주연상 \| 유아인 \| 《사도》 \| \| 여우주연상 \| 김혜수 \| 《차이나타운》 \| \| 남우조연상 \| 조진웅 \| 《암살》 \| \| 여우조연상 \| 엄지원 \| 《경성학교: 사라진 소녀들》 \| \| 신인감독상 \| 홍석재 \| 《소셜포비아》 \| \| 신인남우상 \| 강하늘 \| 《스물》 \| \| 신인여우상 \| 박소담 \| 《검은 사제들》 \| \| 각본상 \| 조철현 \| 《사도》 \| \| 기술상 \| 조용석 (시각효과) \| 《대호》 \| \| 공로상 \| 임권택 \| \| \| 특별상부문 나눔상 \| 이준익 \| \| \| 인기상 \| 라미란 \| \| \| 차이나그룹 특별인기상 \| 홍종현 \| \| \| 한국산업협회 특별인기상 \| 류혜영 \| \| \| 관객이 뽑은 최고인기 영화상 \| \| 《귀향》 \| |                   |                             |
| 부문 | 수상자            | 작품                        |
| 최우수감독상 | 최동훈            | 《암살》                    |
| 남우주연상 | 유아인            | 《사도》                    |
| 여우주연상 | 김혜수            | 《차이나타운》              |
| 남우조연상 | 조진웅            | 《암살》                    |
| 여우조연상 | 엄지원            | 《경성학교: 사라진 소녀들》 |
| 신인감독상 | 홍석재            | 《소셜포비아》              |
| 신인남우상 | 강하늘            | 《스물》                    |
| 신인여우상 | 박소담            | 《검은 사제들》             |
| 각본상 | 조철현            | 《사도》                    |
| 기술상 | 조용석 (시각효과) | 《대호》                    |
| 공로상 | 임권택            |                             |
| 특별상부문 나눔상 | 이준익            |                             |
| 인기상 | 라미란            |                             |
| 차이나그룹 특별인기상 | 홍종현            |                             |
| 한국산업협회 특별인기상 | 류혜영            |                             |
| 관객이 뽑은 최고인기 영화상 |                   | 《귀향》                    |

| - 일시 : 2017년 5월 24일 - 장소 : 서울 코엑스 오디토리움 \| 부문 \| 수상자 \| 작품 \| \| --------------------------- \| -------------- \| -------------------- \| \| 최우수감독상 \| 나홍진 \| 《곡성》 \| \| 남우주연상 \| 하정우 \| 《터널》 \| \| 여우주연상 \| 손예진 \| 《비밀은 없다》 \| \| 남우조연상 \| 박정민 \| 《동주》 \| \| 여우조연상 \| 유인영 \| 《여교사》 \| \| 신인감독상 \| 김진황 \| 《양치기들》 \| \| 신인남우상 \| 구교환 \| 《우리 손자 베스트》 \| \| 신인여우상 \| 이상희 \| 《연애담》 \| \| 각본상 \| 이경미 \| 《비밀은 없다》 \| \| 기술상 \| 곽태용 \| 《부산행》 \| \| 공로상 \| 김수용 \| \| \| 인기상 \| 김인권 \| \| \| 특별인기상 \| 김슬기, 최우식 \| \| \| 관객이 뽑은 최고인기 영화상 \| \| 《부산행》 \| |                |                      |
| 부문 | 수상자         | 작품                 |
| 최우수감독상 | 나홍진         | 《곡성》             |
| 남우주연상 | 하정우         | 《터널》             |
| 여우주연상 | 손예진         | 《비밀은 없다》      |
| 남우조연상 | 박정민         | 《동주》             |
| 여우조연상 | 유인영         | 《여교사》           |
| 신인감독상 | 김진황         | 《양치기들》         |
| 신인남우상 | 구교환         | 《우리 손자 베스트》 |
| 신인여우상 | 이상희         | 《연애담》           |
| 각본상 | 이경미         | 《비밀은 없다》      |
| 기술상 | 곽태용         | 《부산행》           |
| 공로상 | 김수용         |                      |
| 인기상 | 김인권         |                      |
| 특별인기상 | 김슬기, 최우식 |                      |
| 관객이 뽑은 최고인기 영화상 |                | 《부산행》           |

| - 일시 : 2018년 5월 18일 - 장소 : 서울 코엑스 오디토리움 \| 부문 \| 수상자 \| 작품 \| \| -------------------------- \| -------------- \| ----------------------------------- \| \| 최우수감독상 \| 황동혁 \| 《남한산성》 \| \| 남우주연상 \| 정우성 \| 《강철비》 \| \| 여우주연상 \| 김옥빈 \| 《악녀》 \| \| 남우조연상 \| 김동욱 \| 《신과함께: 죄와 벌》 \| \| 여우조연상 \| 김선영 \| 《소통과 거짓말》 \| \| 신인감독상 \| 강윤성 \| 《범죄도시》 \| \| 신인남우상 \| 오승훈 \| 《메소드》 \| \| 신인여우상 \| 최희서 \| 《박열》 \| \| 각본상 \| 신연식 \| 《로마서 8:37》 \| \| 기술상 \| 김지용 (촬영) \| 《남한산성》 \| \| 공로상 \| 주호성, 장나라 \| \| \| 타스씨엔엠 특별인기상 \| 나나 \| \| \| 라쉬반 특별인기상 \| 오대환 \| \| \| 관객이 뽑은 한국영화인기상 \| \| 《신과함께: 죄와 벌》 \| \| 특별상 예술영화부문 \| \| 《꽃손》 \| \| 해외교류 작품상 \| \| 《One Night, Or Whole Life》 (중국) \| \| 해외교류 감독상 \| 아마드 이다함 \| 《Mr. Cinderella》 (말레이시아) \| \| 해외교류 공헌상 \| 사카키 히데오 \| 《삶의 거리에서》 (일본) \| |                |                                     |
| 부문 | 수상자         | 작품                                |
| 최우수감독상 | 황동혁         | 《남한산성》                        |
| 남우주연상 | 정우성         | 《강철비》                          |
| 여우주연상 | 김옥빈         | 《악녀》                            |
| 남우조연상 | 김동욱         | 《신과함께: 죄와 벌》               |
| 여우조연상 | 김선영         | 《소통과 거짓말》                   |
| 신인감독상 | 강윤성         | 《범죄도시》                        |
| 신인남우상 | 오승훈         | 《메소드》                          |
| 신인여우상 | 최희서         | 《박열》                            |
| 각본상 | 신연식         | 《로마서 8:37》                     |
| 기술상 | 김지용 (촬영)  | 《남한산성》                        |
| 공로상 | 주호성, 장나라 |                                     |
| 타스씨엔엠 특별인기상 | 나나           |                                     |
| 라쉬반 특별인기상 | 오대환         |                                     |
| 관객이 뽑은 한국영화인기상 |                | 《신과함께: 죄와 벌》               |
| 특별상 예술영화부문 |                | 《꽃손》                            |
| 해외교류 작품상 |                | 《One Night, Or Whole Life》 (중국) |
| 해외교류 감독상 | 아마드 이다함  | 《Mr. Cinderella》 (말레이시아)     |
| 해외교류 공헌상 | 사카키 히데오  | 《삶의 거리에서》 (일본)            |

| - 일시 : 2019년 7월 18일 - 장소 : 서울 코엑스 오디토리움 \| 부문 \| 수상자 \| 작품 \| \| ---------------------------- \| ---------------------------------------- \| ---------------------------------- \| \| 최우수감독상 \| 봉준호 \| 《기생충》 \| \| 남우주연상 \| 주지훈 \| 《암수살인》 \| \| 여우주연상 \| 조여정 \| 《기생충》 \| \| 남우조연상 \| 스티븐 연 \| 《버닝》 \| \| 여우조연상 \| 이정은 \| 《기생충》 \| \| 신인감독상 \| 김태균 \| 《암수살인》 \| \| 신인남우상 \| 공명 \| 《극한직업》 \| \| 신인여우상 \| 전여빈 진기주 \| 《죄 많은 소녀》 《리틀 포레스트》 \| \| 각본상 \| 봉준호 한진원 \| 《기생충》 \| \| 기술상 \| 피대성 (특수분장) \| 《창궐》 \| \| 공로상 \| 정진우 \| \| \| 특별 인기상 \| 이성경 엄태구 \| 《걸캅스》 《안시성》 \| \| 관객이 뽑은 최고 인기 영화상 \| \| 《극한직업》 \| \| 특별 작품상 \| 문신구 \| 《원죄》 \| \| 아시안 어워즈 배우상 \| 리이샤오, Dato”f Sri Eizlan bin Md Yusof \| \| \| 아시안 어워즈 감독상 \| 보닌 \| \| \| 아시안 어워즈 다큐멘터리부문 \| 이승현 \| 《애움길》 \| |                                          |                                    |
| 부문 | 수상자                                   | 작품                               |
| 최우수감독상 | 봉준호                                   | 《기생충》                         |
| 남우주연상 | 주지훈                                   | 《암수살인》                       |
| 여우주연상 | 조여정                                   | 《기생충》                         |
| 남우조연상 | 스티븐 연                                | 《버닝》                           |
| 여우조연상 | 이정은                                   | 《기생충》                         |
| 신인감독상 | 김태균                                   | 《암수살인》                       |
| 신인남우상 | 공명                                     | 《극한직업》                       |
| 신인여우상 | 전여빈 진기주                            | 《죄 많은 소녀》 《리틀 포레스트》 |
| 각본상 | 봉준호 한진원                            | 《기생충》                         |
| 기술상 | 피대성 (특수분장)                        | 《창궐》                           |
| 공로상 | 정진우                                   |                                    |
| 특별 인기상 | 이성경 엄태구                            | 《걸캅스》 《안시성》              |
| 관객이 뽑은 최고 인기 영화상 |                                          | 《극한직업》                       |
| 특별 작품상 | 문신구                                   | 《원죄》                           |
| 아시안 어워즈 배우상 | 리이샤오, Dato”f Sri Eizlan bin Md Yusof |                                    |
| 아시안 어워즈 감독상 | 보닌                                     |                                    |
| 아시안 어워즈 다큐멘터리부문 | 이승현                                   | 《애움길》                         |

### 2020년대
| - 일시 : 2020년 6월 19일 - 장소 : 서울 롯데시그니엘 호텔 \| 부문 \| 수상자 \| 작품 \| \| -------------------- \| ------ \| ---------------------- \| \| 감독상 \| 원신연 \| 《봉오동 전투》 \| \| 남우주연상 \| 이병헌 \| 《남산의 부장들》 \| \| 여우주연상 \| 이영애 \| 《나를 찾아줘》 \| \| 남우조연상 \| 이성민 \| 《남산의 부장들》 \| \| 여우조연상 \| 김미경 \| 《82년생 김지영》 \| \| 신인감독상 \| 김도영 \| 《82년생 김지영》 \| \| 신인남우상 \| 박해수 \| 《양자물리학》 \| \| 신인여우상 \| 최성은 \| 《시동》 \| \| 각본상 \| 이상근 \| 《엑시트》 \| \| 기술상 \| 김영호 \| 《봉오동 전투》 \| \| 공로상 \| 이두용 \| \| \| 백학상 \| 봉준호 \| 《기생충》 \| \| 특별상 아시안 어워즈 \| 우쟈핑 \| \| \| 특별상 독립영화부문 \| 오달균 \| 《구라, 베토벤》 \| \| 특별상 극영화부문 \| 김문옥 \| 《머피와 샐리의 법칙》 \| |        |                        |
| 부문 | 수상자 | 작품                   |
| 감독상 | 원신연 | 《봉오동 전투》        |
| 남우주연상 | 이병헌 | 《남산의 부장들》      |
| 여우주연상 | 이영애 | 《나를 찾아줘》        |
| 남우조연상 | 이성민 | 《남산의 부장들》      |
| 여우조연상 | 김미경 | 《82년생 김지영》      |
| 신인감독상 | 김도영 | 《82년생 김지영》      |
| 신인남우상 | 박해수 | 《양자물리학》         |
| 신인여우상 | 최성은 | 《시동》               |
| 각본상 | 이상근 | 《엑시트》             |
| 기술상 | 김영호 | 《봉오동 전투》        |
| 공로상 | 이두용 |                        |
| 백학상 | 봉준호 | 《기생충》             |
| 특별상 아시안 어워즈 | 우쟈핑 |                        |
| 특별상 독립영화부문 | 오달균 | 《구라, 베토벤》       |
| 특별상 극영화부문 | 김문옥 | 《머피와 샐리의 법칙》 |

| - 일시 : 2021년 11월 19일 - 장소 : 서울 청담동 씨네시티 \| 부문 \| 수상자 \| 작품 \| \| --------------------------- \| ------------------ \| --------------------------------- \| \| 감독상 \| 조성희 \| 《승리호》 \| \| 남우주연상 \| 송중기 \| 《승리호》 \| \| 여우주연상 \| 전도연 \| 《지푸라기라도 잡고 싶은 짐승들》 \| \| 남우조연상 \| 박정민 \| 《다만 악에서 구하소서》 \| \| 여우조연상 \| 배종옥 \| 《결백》 \| \| 신인감독상 \| 윤단비 \| 《남매의 여름밤》 \| \| 신인남우상 \| 이봉근 \| 《소리꾼》 \| \| 신인여우상 \| 최정운 \| 《남매의 여름밤》 \| \| 각본상 \| 홍수영 \| 《삼진그룹 영어토익반》 \| \| 기술상 \| 이목원 유청 박준영 \| 《반도》 \| \| 공로상 \| 이원세 박종원 \| \| \| 특별상 춘사 월드 어워즈 \| 정이삭 \| 《미나리》 \| \| 관객이 뽑은 최고 인기영화상 \| 홍원찬 \| 《다만 악에서 구하소서》 \| \| 특별상 극영화부문 \| 조정래 \| 《소리꾼》 \| |                    |                                   |
| 부문 | 수상자             | 작품                              |
| 감독상 | 조성희             | 《승리호》                        |
| 남우주연상 | 송중기             | 《승리호》                        |
| 여우주연상 | 전도연             | 《지푸라기라도 잡고 싶은 짐승들》 |
| 남우조연상 | 박정민             | 《다만 악에서 구하소서》          |
| 여우조연상 | 배종옥             | 《결백》                          |
| 신인감독상 | 윤단비             | 《남매의 여름밤》                 |
| 신인남우상 | 이봉근             | 《소리꾼》                        |
| 신인여우상 | 최정운             | 《남매의 여름밤》                 |
| 각본상 | 홍수영             | 《삼진그룹 영어토익반》           |
| 기술상 | 이목원 유청 박준영 | 《반도》                          |
| 공로상 | 이원세 박종원      |                                   |
| 특별상 춘사 월드 어워즈 | 정이삭             | 《미나리》                        |
| 관객이 뽑은 최고 인기영화상 | 홍원찬             | 《다만 악에서 구하소서》          |
| 특별상 극영화부문 | 조정래             | 《소리꾼》                        |

| - 일시 : 2022년 10월 3일 - 장소 : 서울 성동구 소월아트홀 \| 부문 \| 수상자 \| 작품 \| \| ------------------------------------ \| -------------------------------------- \| ------------------------------------------ \| \| 최우수감독상 \| 박찬욱 \| 《헤어질 결심》 \| \| 남우주연상 \| 박해일 \| 《헤어질 결심》 \| \| 여우주연상 \| 탕웨이 \| 《헤어질 결심》 \| \| 남우조연상 \| 박지환 \| 《범죄도시 2》 \| \| 여우조연상 \| 오나라 \| 《장르만 로맨스》 \| \| 신인감독상 \| 이상용 \| 《범죄도시 2》 \| \| 신인남우상 \| 김동휘 무진성 \| 《이상한 나라의 수학자》 《장르만 로맨스》 \| \| 신인여우상 \| 이지은 \| 《브로커》 \| \| 각본상 \| 김한민 윤홍기 이나라 \| 《한산: 용의 출현》 \| \| 기술상 \| 최영환 \| 《모가디슈》 \| \| 공로상 \| 신승수 이장호 \| \| \| 특별상 춘사 월드 어워즈 \| 고레에다 히로카즈 \| 《브로커》 \| \| 관객이 뽑은 최고 인기영화상 (제작사) \| 빅펀치픽쳐스 홍필름 비에이엔터테인먼트 \| 《범죄도시 2》 \| |                                        |                                            |
| 부문 | 수상자                                 | 작품                                       |
| 최우수감독상 | 박찬욱                                 | 《헤어질 결심》                            |
| 남우주연상 | 박해일                                 | 《헤어질 결심》                            |
| 여우주연상 | 탕웨이                                 | 《헤어질 결심》                            |
| 남우조연상 | 박지환                                 | 《범죄도시 2》                             |
| 여우조연상 | 오나라                                 | 《장르만 로맨스》                          |
| 신인감독상 | 이상용                                 | 《범죄도시 2》                             |
| 신인남우상 | 김동휘 무진성                          | 《이상한 나라의 수학자》 《장르만 로맨스》 |
| 신인여우상 | 이지은                                 | 《브로커》                                 |
| 각본상 | 김한민 윤홍기 이나라                   | 《한산: 용의 출현》                        |
| 기술상 | 최영환                                 | 《모가디슈》                               |
| 공로상 | 신승수 이장호                          |                                            |
| 특별상 춘사 월드 어워즈 | 고레에다 히로카즈                      | 《브로커》                                 |
| 관객이 뽑은 최고 인기영화상 (제작사) | 빅펀치픽쳐스 홍필름 비에이엔터테인먼트 | 《범죄도시 2》                             |

| - 일시 : 2023년 12월 7일 - 장소 : 서울 강남구 건설회관 비스타홀 \| 부문 \| 수상자 \| 작품 \| \| -------------------------- \| -------------- \| ----------------------- \| \| 최우수감독상 \| 김지운 \| 《거미집》 \| \| 남우주연상 \| 류준열 \| 《올빼미》 \| \| 여우주연상 \| 김혜수 \| 《밀수》 \| \| 남우조연상 \| 김종수 \| 《밀수》 \| \| 여우조연상 \| 정수정 \| 《거미집》 \| \| 신인감독상 \| 안태진 \| 《올빼미》 \| \| 신인남우상 \| 김성철 \| 《올빼미》 \| \| 신인여우상 \| 고민시 \| 《밀수》 \| \| 각본상 \| 안태진, 현규리 \| 《올빼미》 \| \| 공로상 \| 강범구 김정용 \| 《북극성》 《정무신권》 \| \| 심사위원특별상 (감독 부문) \| 이한 \| 《달짝지근해: 7510》 \| \| 심사위원특별상 (배우 부문) \| 유해진 \| 《달짝지근해: 7510》 \| \| 주목할만한 시선 감독상 \| 정주리 \| 《다음 소희》 \| \| 특별상 \| 故 신상옥 \| 《겨울 이야기》 \| |                |                         |
| 부문 | 수상자         | 작품                    |
| 최우수감독상 | 김지운         | 《거미집》              |
| 남우주연상 | 류준열         | 《올빼미》              |
| 여우주연상 | 김혜수         | 《밀수》                |
| 남우조연상 | 김종수         | 《밀수》                |
| 여우조연상 | 정수정         | 《거미집》              |
| 신인감독상 | 안태진         | 《올빼미》              |
| 신인남우상 | 김성철         | 《올빼미》              |
| 신인여우상 | 고민시         | 《밀수》                |
| 각본상 | 안태진, 현규리 | 《올빼미》              |
| 공로상 | 강범구 김정용  | 《북극성》 《정무신권》 |
| 심사위원특별상 (감독 부문) | 이한           | 《달짝지근해: 7510》    |
| 심사위원특별상 (배우 부문) | 유해진         | 《달짝지근해: 7510》    |
| 주목할만한 시선 감독상 | 정주리         | 《다음 소희》           |
| 특별상 | 故 신상옥      | 《겨울 이야기》         |